# Arne Slot
Arend Martijn (Arne) Slot (Bergentheim, 17 september 1978) is een Nederlands voormalig voetballer en sinds 1 juni 2024 voetbaltrainer van Liverpool. Als trainer won hij met Feyenoord het kampioenschap van de Eredivisie in het seizoen 2022/23 en met Liverpool in het seizoen 2024/25 de Premier League.

## Carrière

### Voetballer
Slot begon met voetballen bij het plaatselijke VV Bergentheim uit zijn woonplaats. In de jeugd werd hij gescout door FC Zwolle. Bij die club maakte hij zijn debuut in het betaald voetbal in een met 2-1 verloren wedstrijd tegen FC Den Bosch op 14 oktober 1995. Hij viel in de 77e minuut in voor Bernard Aryee. In zijn eerste seizoen voor de Zwollenaren speelde hij veertien wedstrijden waarin hij eenmaal scoorde.
Na zeven seizoenen in het eerste elftal van Zwolle - spelend in de Eerste divisie - maakte de middenvelder in de zomer van 2002 de overstap naar eredivisieclub NAC Breda. In zijn laatste seizoen in Zwolle werd hij nog wel kampioen van de eerste divisie. Na zijn overstap naar de Parel van het Zuiden speelde hij zich vrijwel direct in de basis. Vijf seizoenen bleef hij in dienst van de Bredanaars, om vervolgens voor Sparta Rotterdam te gaan spelen, ondanks het feit dat hij zijn contract bij NAC kon verlengen. 
Na die drie seizoenen bij Sparta keerde hij terug bij FC Zwolle. Eerst op huurbasis, daarna werd hij transfervrij overgenomen. In het seizoen 2011-'12 werd Slot wederom kampioen van de eerste divisie. Op 25 maart 2013 werd bekendgemaakt dat hij aan het eind van het seizoen ging stoppen met voetballen. Op 12 mei 2013 speelde hij zijn laatste officiële duel in dienst van Zwolle, tegen ADO Den Haag.
Op 27 juli 2013 speelde hij een afscheidswedstrijd in het IJsseldeltastadion, na afloop van de Open Dag van Zwolle. De twee teams bestonden uit spelers van de kampioensjaren van Zwolle (2001-'02 en 2011-'12) en spelers waarmee hij bij Zwolle, NAC en Sparta had gevoetbald. De wedstrijd eindigde in 3-3. Erik Falkenburg, Foeke Booy, Sieme Zijm, Giovanni Hiwat en Slot zelf (2) tekenden voor de doelpunten.

### Voetbaltrainer
Met ingang van het seizoen 2013-2014 ging hij aan de slag als jeugdtrainer bij Zwolle. Na een jaar als jeugdtrainer, werd hij assistent-trainer van Henk de Jong bij Cambuur. Na het vertrek van De Jong assisteerde hij ook diens opvolgers Marcel Keizer en Rob Maas, voordat hij samen met Sipke Hulshoff interim-hoofdtrainer werd van de Leeuwarders.

#### AZ
Slot maakte een goede indruk als trainer, waardoor AZ hem besloot aan te trekken als de nieuwe assistent van John van den Brom. Zo bouwde Slot mee aan een elftal dat aantrekkelijk en herkenbaar voetbal speelde en een bedreiging voor de traditionele topclubs Ajax, Feyenoord en PSV wilde vormen. Het team reikte in Slots eerste seizoen tot in de finale van de KNVB Beker, die verloren werd van Feyenoord (3-0) en eindigde in de eredivisie op een derde plaats. Het seizoen daarop eindigde het als vierde.
Na het vertrek van Van den Brom naar FC Utrecht werd Slot aangesteld als hoofdtrainer van de Alkmaarders. Onder zijn leiding zette het team de prestaties van voorgaande seizoenen door en groeiden onder andere Calvin Stengs, Myron Boadu, Teun Koopmeiners en Owen Wijndal uit tot internationals. De ploeg eindigde als tweede in de voortijdig afgebroken competitie, die niet werd afgemaakt in verband met de coronacrisis in Nederland. In de loop van zijn tweede seizoen als hoofdtrainer van AZ werd bekend dat Slot aan het einde van het seizoen, wanneer zijn contract af zou lopen, de overstap ging maken naar Feyenoord. Daags na dit nieuws werd hij door AZ op non-actief gesteld. Op 15 december 2020 werd zijn overstap naar de Rotterdammers officieel bekendgemaakt. Hier tekende hij een contract voor twee seizoenen, met een optie voor een extra jaar, die later door de club is gelicht. Zijn assistent Marino Pusic werd later, toen bekend werd dat ook hij de overstap zou maken, eveneens op non-actief gezet door AZ.

#### Feyenoord
Slot volgde bij Feyenoord de ervaren Dick Advocaat op, die het team naar de vijfde plaats en Europees voetbal leidde. Slot werd aangesteld om te bouwen aan een nieuw elftal met een herkenbare speelstijl, waarin jonge spelers meer transferwaarde zouden moeten verkrijgen. Pusic werd aangesteld als zijn naaste medewerker, John de Wolf bleef als assistent-trainer betrokken bij het elftal en Robin van Persie werd als veldtrainer toegevoegd aan de staf.
Het eerste seizoen van Slot bij Feyenoord begon al vroeg. De voorbereiding begon al in juni, want op 22 juli moest Feyenoord al zijn eerst officiële wedstrijd spelen, in de voorronde van de UEFA Europa Conference League tegen Drita. Na een moeizame uitwedstrijd werd er thuis wel gewonnen en werkte de ploeg in de daaropvolgende rondes aan een herkenbare speelstijl en het verbeteren van de conditie. In de competitie kende Feyenoord een redelijke start, waarin er onder andere met 0-4 werd gewonnen op bezoek bij PSV en het zich wist te kwalificeren voor het hoofdtoernooi van de UEFA Europa Conference League. Hierin waren Maccabi Haifa, Slavia Praag en 1. FC Union Berlin de tegenstanders. Onder leiding van Slot eindigde Feyenoord als nummer 1 in de poule en stond het halverwege het seizoen op de derde plaats in de Eredivisie. Na de winterstop gaf Feyenoord deze positie niet meer weg en kende het een succesvol vervolg van het Europese voetbalseizoen door Partizan Belgrado, nogmaals Slavia Praag en Olympique de Marseille te verslaan en daardoor de finale van het toernooi te bereiken, waarin AS Roma de tegenstander was. De finale ging met 1-0 verloren.
In aanloop naar zijn tweede seizoen bij de Rotterdammers werd het contract van Slot opengebroken en verlengd tot 2025. Enkele sterkhouders, waaronder Tyrell Malacia, Luis Sinisterra en Fredrik Aursnes, werden verkocht. De club versterkte zich daarentegen onder andere met Danilo, Dávid Hancko, Santiago Giménez en Mats Wieffer. Door het behalen van de UEFA Europa Conference League-finale in het voorgaande seizoen hoefden de Rotterdammers niet aan te treden in de voorrondes om Europees voetbal. Feyenoord stroomde in in de groepsfase van de UEFA Europa League met SS Lazio, Midtjylland en Sturm Graz als tegenstanders. Het eindigde, na een krankzinnige ontknoping op de laatste speeldag van de groepsfase, op de eerste plaats in de groep en kwalificeerde zich daardoor direct voor de achtste finales. In Europees verband werd het uiteindelijk in de kwartfinale uitgeschakeld door AS Roma. In het nieuwe seizoen van de Eredivisie kende de club een goed vervolg van het voorgaande seizoen en stond het halverwege het seizoen op de koppositie. Op 14 mei 2023 veroverde hij met Feyenoord de zestiende landstitel, precies zes jaar na de laatste titel uit 2017. Enkele dagen na het behaalde kampioenschap, op 26 mei 2023, bereikten Feyenoord en Slot een akkoord voor een contractverlenging tot medio 2026.
Het derde seizoen startte moeizaam. De eerste twee Eredivisiewedstrijden speelde Feyenoord in Rotterdam gelijk, waaronder de stadsderby tegen Sparta. De ploeg steeg in de ranglijst door met ruime aantallen doelpunten te winnen van achtereenvolgens Almere City, Utrecht en Heerenveen. In de UEFA Champions League werd de eerste wedstrijd met 2-0 gewonnen tegen Celtic in De Kuip. Zes dagen later won Feyenoord in Amsterdam van aartsrivaal Ajax. Uiteindelijk werd het 0-4 nadat de wedstrijd in de 55e minuut werd gestaakt en drie dagen later werd uitgespeeld. De wedstrijd was een historische overwinning voor Feyenoord. Uiteindelijk eindigden de Rotterdammers de eerste seizoenshelft op de tweede plaats, tien punten achter koploper PSV. In de Champions League was het toen al uitgeschakeld, wel kwalificeerden de Rotterdammers zich voor de tussenronde van de Europa League waarin het opnieuw AS Roma zou treffen. De Romeinen waren na strafschoppen degene die doorgingen. In de Eredivisie bleef Feyenoord goed presteren en werkte het zelfs toe naar een clubrecord aantal punten in één seizoen. De ploeg eindigde uiteindelijk op de tweede plek, waar ze het merendeel van het seizoen bivakkeerde. In de beker wist de club af te rekenen met onder andere Utrecht, Groningen, AZ en PSV waardoor het de bekerfinale bereikte. Deze werd met 1-0 gewonnen van N.E.C.. Op 7 april 2024 werd Ajax opnieuw met een groot aantal doelpunten verslagen. In de De Kuip eindigde de wedstrijd in 6-0. De grootste Eredivisie nederlaag ooit voor de Amsterdammers. Na de laatste speelronde, thuis tegen stadgenoot Excelsior, werd er uitgebreid afscheid genomen van Slot, die binnen enkele dagen officieel zou worden aangekondigd als de nieuwe hoofdtrainer van Liverpool. Op de voorbeschouwende persconferentie van 17 mei 2024 had hij zelf zijn vertrek al bevestigd.

#### Liverpool
Op 20 mei 2024 maakte Liverpool de aanstelling van Slot bekend als nieuwe hoofdtrainer en Feyenoord zijn vertrek. Slot tekende een contract voor drie jaar en begon per 1 juni aan zijn werkzaamheden. Zijn start bij Liverpool ging de boeken in als een van de beste starts van een Premier League-trainer. Zo won Slot veertien van zijn eerste zestien officiële wedstrijden in alle competities, stond hij na tien speelrondes in de Premier League bovenaan en halverwege de Competitiefase van de Champions League ging Liverpool ook aan kop. Eind november 2024 bereikte de ploeg van de Liverpool-coach een droomweek door in de Champions League met 2-0 van Real Madrid te winnen en de zondag daarna met 2-0 te sterk te zijn voor regerend landskampioen Manchester City.
Na de jaarwisseling zette Liverpool zijn jacht op zilverwerk voort. Echter verliep dit niet altijd even succesvol. Zo werd het in de FA Cup uitgeschakeld door Championship-degradatiekandidaat Plymouth Argyle en was Paris Saint-Germain na strafschoppen te sterk in de achtste finale van de Champions League. Liverpool wist wel de finale te bereiken van de League Cup, maar Newcastle United ging er vandoor met de beker. In de Premier League ging Liverpool zonder noemenswaardige problemen richting de landstitel, die op 27 april 2025 officieel werd bemachtigd. Hierdoor werd Slot de eerste Nederlandse voetbaltrainer ooit die de Premier League wist te winnen. Ook werd Slot de vijfde trainer die in zijn debuutjaar de Premier League wist te winnen.
In tegenstelling tot de voorgaande zomer, werd er in de zomer van 2025 flink geïnvesteerd in de selectie van Liverpool. Florian Wirtz, Jeremie Frimpong, Hugo Ekitike en Milos Kerkez werden allemaal aangetrokken. Daartegenover stond het vertrek van onder andere Trent Alexander-Arnold, Luis Díaz, Jarell Quansah en Caoimhín Kelleher. Ook zag Slot een assistent vervangen worden, Giovanni van Bronckhorst verving John Heitinga. Slot en zijn staf hadden de beladen taak van de omgang met het tragisch overlijden van selectiespeler Diogo Jota en diens broer. Hiervoor kregen de spelers alle gelegenheid om het op hun eigen manier te verwerken.

## Statistieken

### Als voetballer
| Seizoen         | Club                   | Competitie      | Competitie | Competitie | Beker | Beker | Nacompetitie | Nacompetitie | Internationaal | Internationaal | Totaal | Totaal |
| Seizoen         | Club                   | Competitie      | Wed.       | Dlp.       | Wed.  | Dlp.  | Wed.         | Dlp.         | Wed.           | Dlp.           | Wed.   | Dlp.   |
| --------------- | ---------------------- | --------------- | ---------- | ---------- | ----- | ----- | ------------ | ------------ | -------------- | -------------- | ------ | ------ |
| 1995/96         | FC Zwolle              | Eerste divisie  | 14         | 1          | 1     | 0     | 0            | 0            | 0              | 0              | 15     | 1      |
| 1996/97         | FC Zwolle              | Eerste divisie  | 4          | 0          | 1     | 0     | 2            | -            | 0              | 0              | 7      | 0      |
| 1997/98         | FC Zwolle              | Eerste divisie  | 25         | 4          | 3     | 0     | 5            | -            | 0              | 0              | 33     | 4      |
| 1998/99         | FC Zwolle              | Eerste divisie  | 31         | 12         | 6     | 2     | 6            | -            | 0              | 0              | 43     | 14     |
| 1999/00         | FC Zwolle              | Eerste divisie  | 33         | 15         | 5     | 1     | 6            | -            | 0              | 0              | 44     | 16     |
| 2000/01         | FC Zwolle              | Eerste divisie  | 23         | 6          | 5     | 3     | 6            | -            | 0              | 0              | 34     | 9      |
| 2001/02         | FC Zwolle              | Eerste divisie  | 34         | 12         | 5     | 1     | 0            | 0            | 0              | 0              | 39     | 13     |
| Club totaal     | Club totaal            | Club totaal     | 164        | 50         | 26    | 7     | 25           | -            | 0              | 0              | 215    | 57     |
| 2002/03         | NAC Breda              | Eredivisie      | 27         | 4          | 3     | 0     | 0            | 0            | 2              | 1              | 32     | 5      |
| 2003/04         | NAC Breda              | Eredivisie      | 32         | 2          | 2     | -     | 0            | 0            | 2              | 0              | 36     | 2      |
| 2004/05         | NAC Breda              | Eredivisie      | 28         | 3          | 3     | -     | 0            | 0            | 0              | 0              | 31     | 3      |
| 2005/06         | NAC Breda              | Eredivisie      | 26         | 5          | 3     | -     | 3            | 0            | 0              | 0              | 32     | 5      |
| 2006/07         | NAC Breda              | Eredivisie      | 29         | 6          | 5     | -     | 0            | 0            | 0              | 0              | 34     | 6      |
| Clubtotaal      | Clubtotaal             | Clubtotaal      | 142        | 21         | 16    | -     | 3            | 0            | 4              | 1              | 165    | 22     |
| 2007/08         | Sparta Rotterdam       | Eredivisie      | 23         | 1          | 2     | -     | 0            | 0            | 0              | 0              | 25     | 1      |
| 2008/09         | Sparta Rotterdam       | Eredivisie      | 31         | 5          | 2     | -     | 0            | 0            | 0              | 0              | 33     | 5      |
| Clubtotaal      | Clubtotaal             | Clubtotaal      | 54         | 6          | 4     | -     | 0            | 0            | 0              | 0              | 58     | 6      |
| 2009/10         | → FC Zwolle            | Eerste divisie  | 28         | 7          | 2     | 0     | 2            | 2            | 0              | 0              | 32     | 7      |
| 2010/11         | FC Zwolle / PEC Zwolle | Eerste divisie  | 34         | 7          | 2     | 1     | 3            | 1            | 0              | 0              | 39     | 8      |
| 2011/12         | FC Zwolle / PEC Zwolle | Eerste divisie  | 28         | 9          | 1     | 0     | 0            | 0            | 0              | 0              | 29     | 9      |
| 2012/13         | FC Zwolle / PEC Zwolle | Eredivisie      | 12         | 0          | 3     | 1     | 0            | 0            | 0              | 0              | 15     | 1      |
| Clubtotaal      | Clubtotaal             | Clubtotaal      | 74         | 16         | 6     | 2     | 3            | 1            | 0              | 0              | 83     | 18     |
| Carrière totaal | Carrière totaal        | Carrière totaal | 462        | 100        | 54    | 9     | 33           | 3            | 4              | 1              | 553    | 113    |

### Als voetbaltrainer
| Team      | L.                 | Van             | Tot             | Record | Record | Record | Record | Record | Record | Record | Record | Ref.   |
| Team      | L.                 | Van             | Tot             | Wed.   | Gew.   | Gel.   | Ver.   | DV     | DT     | DS     | % Gew. | Ref.   |
| --------- | ------------------ | --------------- | --------------- | ------ | ------ | ------ | ------ | ------ | ------ | ------ | ------ | ------ |
| Cambuur   | Vlag van Nederland | 15 oktober 2016 | 30 juni 2017    | 34     | 21     | 6      | 7      | 75     | 31     | +44    | 61,76  | [ 22 ] |
| AZ        | Vlag van Nederland | 1 juli 2019     | 5 december 2020 | 58     | 32     | 16     | 10     | 118    | 52     | +66    | 55.17  | [ 23 ] |
| Feyenoord | Vlag van Nederland | 1 juli 2021     | 31 mei 2024     | 150    | 98     | 29     | 23     | 344    | 150    | +194   | 65.33  | [ 24 ] |
| Liverpool | Vlag van Engeland  | 1 juni 2024     | heden           | 20     | 18     | 1      | 1      | 46     | 12     | +34    | 90.00  | [ 25 ] |
| Totaal    | Totaal             | Totaal          | Totaal          | 262    | 169    | 52     | 41     | 583    | 245    | +338   | 64.50  |        |

Resultaten per club, bijgewerkt tot en met 2 december 2024

## Erelijst

### Als voetballer
PEC Zwolle
Eerste divisie:
- Winnaar (2): 2001/02, 2011/12[26]

### Als voetbaltrainer

#### Feyenoord
Eredivisie:
- Winnaar (1): 2022/23[13]
- Runner-up (1): 2023/24[27]

KNVB Beker:
- Winnaar (1): 2023/24[28]

Johan Cruijff Schaal:
- Runner-up (1): 2023[29]

UEFA Conference League:
- Runner-up (1): 2021/22[30]

#### Liverpool
Premier League:
- Winnaar (1): 2024/25[31]

EFL Cup:
- Runner-up (1): 2024/25[32]

FA Community Shield:
- Runner-up (1): 2025[33]

#### Individueel
Rinus Michels Award:
- Winnaar (2): 2021/22, 2022/23
- Genomineerd (1): 2023/24

Premier League Manager van het Jaar:
- Winnaar (1): 2024/25[34]

Premier League Manager van de Maand:
- Winnaar (1): November 2024[35]
- Genomineerd (6): Augustus 2024, september 2024, oktober 2024, december 2024, februari 2025, april 2025

Sir Alex Ferguson Trophy:
- Winnaar (1): 2024/25[36]

Gouden Mossel:
- Winnaar (1): 2023[37]

NSP Sportpersoonlijkheid van het jaar:
- Winnaar (1): 2023[38]